# Philippe Coutinho
Philippe Coutinho Correia (sinh ngày 12 tháng 6 năm 1992) là một cầu thủ bóng đá chuyên nghiệp người Brasil hiện đang thi đấu ở vị trí tiền vệ tấn công hoặc tiền vệ cánh cho câu lạc bộ Campeonato Brasileiro Série A Vasco da Gama. Khi còn thi đấu đỉnh cao, anh nổi tiếng nhờ lối chơi giàu kỹ thuật, khả năng xử lý bóng hoàn hảo, khả năng sút xa tốt và nhãn quan chiến thuật siêu hạng.
Anh bắt đầu sự nghiệp tại câu lạc bộ Brasil Vasco da Gama trước khi chuyển đến thi đấu cho Inter Milan của Ý, và được cho Espanyol mượn vào năm 2012. Vào tháng 1 năm 2013, Coutinho ký hợp đồng với câu lạc bộ đang thi đấu tại giải Premier League - Liverpool với mức giá 8,5 triệu euro. Với khả năng đọc trận đấu, cũng như khả năng qua người, rê bóng và tấn công, anh đã được các cổ động viên và đồng đội tại Liverpool đặt biệt danh Tiểu phù thủy. Vua bóng đá Pelé cho rằng Coutinho hứa hẹn sẽ là một "tương lai lớn" cho bóng đá thế giới, sau khi lọt vào danh sách Đội hình của năm bởi PFA. Vào tháng 1 năm 2018, Coutinho gia nhập Barcelona với mức phí kỷ lục của câu lạc bộ có giá trị 160 triệu Euro (biến anh trở thành cầu thủ đắt giá thứ hai thế giới tại thời điểm đó), và giành 2 danh hiệu La Liga. Tuy nhiên, anh được cho mượn đến câu lạc bộ Đức Bayern Munich với thời hạn mượn một mùa giải trước khi bước vào mùa giải 2019–20, trở thành thành viên của đội bóng giành được cú ăn ba bao gồm Bundesliga, DFB-Pokal và UEFA Champions League. Năm 2022, anh được Aston Villa cho mượn trước khi trở thành thành viên của đội bóng này.
Coutinho có trận ra mắt đội tuyển quốc gia vào năm 2010. Anh là thành viên của đội hình đội tuyển Brasil tại Copa América 2015, Copa América Centenario vào năm 2016, và có lần đầu tiên góp mặt tại FIFA World Cup 2018, nơi anh ghi hai bàn và được lựa chọn vào Đội hình FIFA World Cup trong mơ. Bên cạnh đó, anh cũng là thành viên của đội tuyển Brasil đã giành chức vô địch Copa América 2019 trên sân nhà.

## Sự nghiệp

### Vasco da Gama
Coutinho bắt đầu sự nghiệp bóng đá của mình từ 1 thanh niên tại Vasco da Gama Vào năm 2008 ở độ tuổi 16, Coutinho được câu lạc bộ Ý Inter Milan mua với giá 4 triệu €. Coutinho ở lại Vasco cho đến khi sinh nhật lần thứ 18 của mình anh mới có thể chuyển đến Inter Milan, anh trở thành cầu thủ trẻ Brasil đầu tiên 16 tuổi được câu lạc bộ lớn tại Ý ký hợp đồng.

### Inter Milan
Coutinho chuyển đến Inter Milan tháng 7 năm 2010, sau khi anh bước sang tuổi 18, huấn luyện viên Rafael Benitez và chủ tịch Massimo Moratti được trích dẫn nói rằng: "Coutinho là tương lai của Inter". Anh xuất hiện lần đầu chính thức của mình trong màu áo Inter tại giải UEFA Super Cup đá với Atlético Madrid. Anh là một con bài chiến lược rất quan trọng trong chiến thắng 3-2 trước FC Bayern München ở Đức. Ngày 08 tháng 5 năm 2011, anh đã ghi bàn thắng đầu tiên cho Inter từ một pha đá cận thành trong một trận đấu mà Inter thắng 3-1 ở sân nhà trước ACF Fiorentina. Bàn thắng thứ hai của anh cho Inter là trong trận đấu với Cagliari vào ngày 19 tháng 11 năm 2011 trong một pha chuyền bóng của Alvarez Coutinho đã nhanh trí dứt điểm vào góc trái khung thành để nâng tỉ số lên 2-0 cho Inter Milan.

#### Cho mượn tại Espanyol
Tháng 1 năm 2012, Coutinho gia nhập Espanyol dưới dạng cho mượn đến hết mùa giải 2011-12.

### Liverpool
Cuối tháng 1 năm 2013, anh chuyển đến Liverpool với giá 8,5 triệu bảng, và được trao chiếc áo số 10.
Anh nhanh chóng hòa nhập với môi trường EPL, trở thành cầu thủ không thể thiếu trong đội hình The Kop. Tiền vệ người Brasil chứng minh xứng đáng với chiếc áo số 10 bằng việc thường xuyên lập siêu phẩm sút xa với những pha đi bóng lắt léo từ cánh trái, xộc vào trung lộ rồi cứa lòng tạo nên thương hiệu. Mùa giải 2015-16, anh là nguồn cảm hứng chính của The Kop sau khi đội trưởng huyền thoại Steven Gerrard ra đi.

### Barcelona
Tháng 1 năm 2018, Coutinho gia nhập FC Barcelona và trở thành cầu thủ đắt giá nhất trong lịch sử chuyển nhượng của câu lạc bộ với mức phí chuyển nhượng kỉ lục 146 triệu bảng. Ở Barcelona, anh được trao chiếc áo số 14, số áo gắn liền với huyền thoại nổi tiếng nhất của câu lạc bộ là Johan Cruyff. Được kì vọng sẽ là người thay thế tiền vệ đội trưởng Iniesta trong tương lai. Coutinho nhanh chóng hòa nhập lối chơi của Barcelona. Trong chiến thắng hủy diệt 5-0 trước Sevilla tại trận chung kết Copa del Rey vào ngày 22 tháng 4 năm 2018, anh có công lớn khi đóng góp một bàn thắng và một pha dọn cỗ cho Luis Suarez qua đó có chức vô địch đầu tiên cùng Barcelona trong sự nghiệp của mình. Cũng trong mùa giải đầu tiên này cùng Barcelona tại vòng 34 La Liga mùa 2017-18, trong chiến thắng 4-2 của Barcelona trước Deportivo La Coruna, anh là người mở tỉ số ở phút thứ 7' qua đó góp công giúp Barcelona đăng quang La Liga sớm 4 vòng đấu và giành cú đúp danh hiệu. Coutinho chuyển số áo từ 14 sang số 7 ngay trước khi mùa giải 2018-19 bắt đầu. Ban lãnh đạo Barcelona đã định để dành số áo này cho Antoine Griezmann nhưng với việc chân sút này quyết định ở lại Atlético Madrid nên nó đã được chuyển cho Coutinho.

#### Cho mượn tại Bayern Munich
Vào ngày 19 tháng 8 năm 2019, Coutinho gia nhập câu lạc bộ Đức Bayern Munich theo dạng cho mượn dài mùa. 
sẽ trả khoản vay 8,5 triệu euro cộng với tiền lương của Coutinho. Bayern được cho là có lựa chọn ký hợp đồng với Coutinho trong hợp đồng vĩnh viễn vào mùa hè năm 2020 với giá 120 triệu euro. Vào ngày 24 tháng 8 năm 2019, Coutinho đã ra mắt Bundesliga cho Bayern trong chiến thắng 3-0 tại Schalke. Coutinho vào sân thay người ở phút thứ 57. Vào ngày 21 tháng 9 năm 2019, Coutinho đã ghi bàn thắng đầu tiên cho Bayern trong chiến thắng 4-0 trước 1. FC Köln. Coutinho thừa nhận trong một cuộc họp báo rằng anh hạnh phúc ở Bayern Munich và dự định ở lại đó. Vào ngày 14 tháng 12 năm 2019, Coutinho đã lập hat-trick đầu tiên cho FC Bayern Munich, đồng thời hỗ trợ hai bàn thắng, trong chiến thắng 6-1 trước SV Werder Bremen.
Ngày 24 tháng 8 năm 2020, Coutinho cùng Bayern Munich giành danh hiệu UEFA Champions League 2019-2020 sau chiến thắng 1-0 trước PSG, qua đó giành cú ăn ba mùa giải 2019-2020 đầy thuyết phục (Bundesliga, Cúp Quốc gia, Champions League). Đây cũng là danh hiệu Champions League đầu tiên trong sự nghiệp của anh. Trước đó ở trận tứ kết, sau khi vào sân từ băng ghế dự bị, anh đã kiến tạo cho Lewandowski ghi bàn rồi tự mình lập 1 cú đúp trong chiến thắng hủy diệt 8-2 trước chính CLB chủ quản Barcelona.

#### Trở lại Barcelona
Coutinho trở lại Barcelona với sự xuất hiện của tân huấn luyện viên Ronald Koeman .  Vào ngày 4 tháng 10 năm 2020, anh ghi bàn thắng đầu tiên trong trong trận hòa 1-1 trước Sevilla .  Vào ngày 29 tháng 12 năm 2020, anh bị chấn thương đầu gối trong trận hòa 1-1 trước Eibar , khiến anh phải bỏ lỡ phần còn lại của mùa giải.

#### Cho mượn tại Aston Villa
Ngày 7 tháng 1 năm 2022, Coutinho gia nhập Aston Villa theo dạng cho mượn từ Barcelona có thời hạn 6 tháng. Vào ngày 15 tháng 1 năm 2022, anh có trận đấu đầu tiên cho Aston Villa khi vào sân thay Morgan Sanson ở phút 70 và ghi bàn thắng gỡ hòa trong trận đấu với Manchester United.

### Aston Villa
Ngày 12 tháng 5 năm 2022, Coutinho được Aston Villa mua đứt từ Barcelona với bản hợp đồng 17 triệu bảng và có thời hạn 4 năm.

#### Cho mượn tại Al-Duhail
Ngày 8 tháng 9 năm 2023, Coutinho chuyển tới Al-Duhail tại giải Qatar Stars League. Ngày 28 tháng 9, Coutinho ghi bàn trong trận ra mắt với chiến thắng 2-1 trên sân khách trước Al-Markhiya.

## Sự nghiệp quốc tế
Coutinho xuất hiện đầu tiên trong màu áo Đội tuyển bóng đá quốc gia Brasil vào ngày 07 tháng 10 năm 2010 trong trận giao hữu với Iran.
Anh được huấn luyện viên Tite triệu tập tham dự World Cup 2018 diễn ra tại Nga. Ở lượt trận ra quân bảng E gặp Thụy Sĩ, Coutinho là người ghi bàn thắng mở tỉ số trước nhưng chung cuộc Brasil để Thụy Sĩ cầm chân với tỉ số 1-1. Đến lượt trận thứ hai gặp Costa Rica, anh đã ghi bàn thắng mở tỉ số ở những phút bù giờ hiệp 2 giúp Brasil vượt qua Costa Rica với tỉ số 2-0. Đội tuyển Brasil sau đó lọt vào vòng knock-out nhưng để thua chung cuộc 1-2 trước Bỉ ở tứ kết.
Tại Copa América 2019, Coutinho trở thành cầu thủ đầu tiên ghi bàn tại giải đấu này bằng một cú đúp với chiến thắng 3-0 trước Bolivia ở trận khai mạc. Đội tuyển Brasil sau đó lọt vào trận chung kết và giành chức vô địch lần thứ 9 sau khi vượt qua Peru với tỉ số 3-1.
Vào ngày 7 tháng 4 năm 2021, Brazil xác nhận rằng Coutinho sẽ bỏ lỡ Copa América năm 2021 do chấn thương đầu gối hồi đầu mùa

## Phong cách chơi bóng

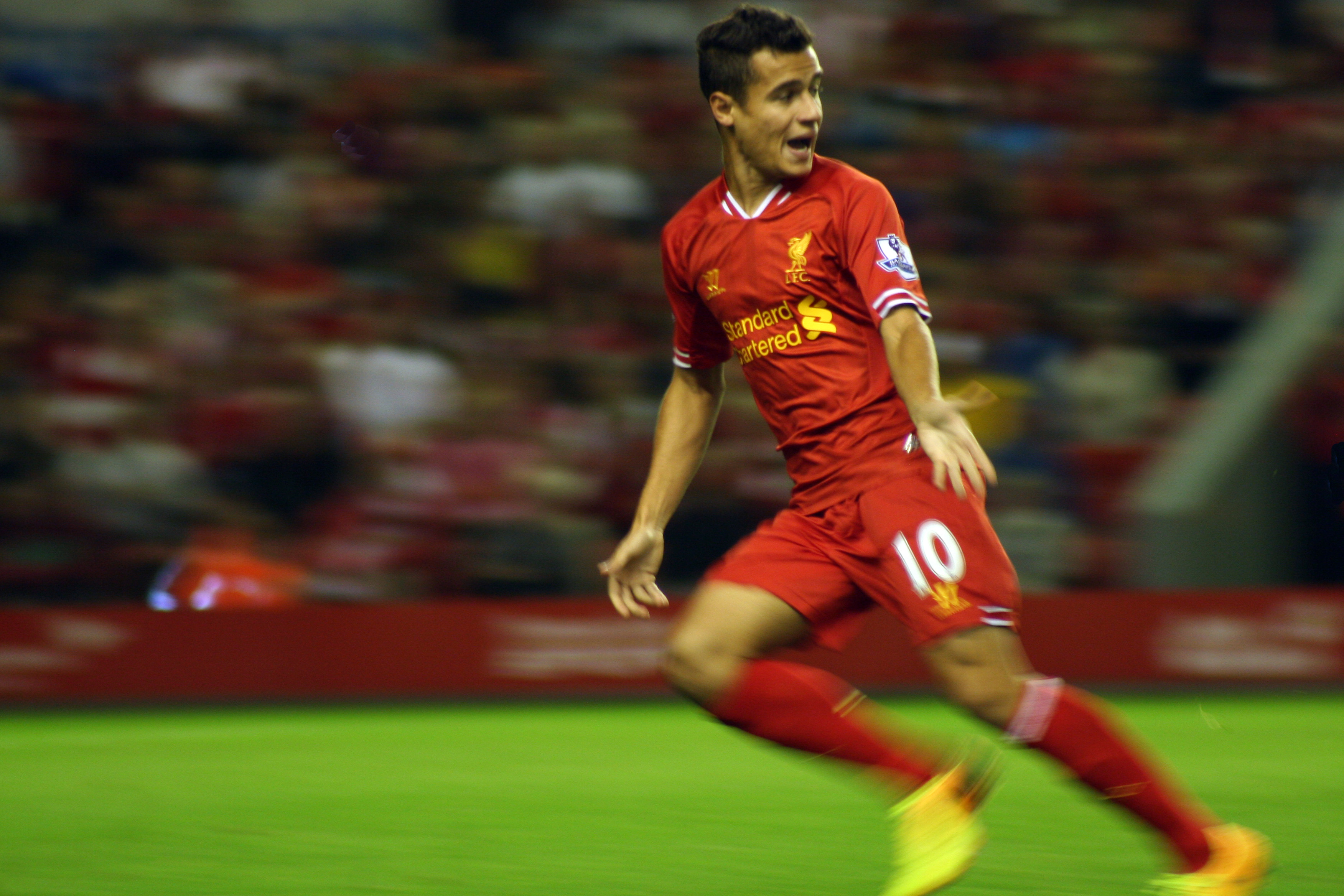
Coutinho năm 2013

Được xem là mẫu cầu thủ số 10 điển hình của bóng đá Brasil, Coutinho có thể chơi dưới vai trò tiền vệ tấn công, tiền đạo thứ hai và thi đấu hai cánh, nơi anh đã ghi dấu ấn trong việc hỗ trợ bóng cho các đồng đội. Với khả năng điều khiển trái bóng tài tình, cũng như tốc độ và sự nhanh nhẹn của mình, anh đã được so sánh với Lionel Messi và Ronaldinho bởi cựu huấn luyện viên của Espanyol Mauricio Pochettino, ông nói "Philippe...anh ấy có một ma thuật đặc biệt dưới đôi chân". Cựu tiền đạo người Brasil Careca cũng so sánh Coutinho với danh thủ Zico, bởi sự sáng tạo trong cách chơi bóng, và anh đã được đánh giá cao bởi các đồng đội ở Liverpool.
Tầm nhìn và khả năng chuyền bóng đã mang lại cho Coutinho biệt danh Tiểu phù thủy bởi người hâm mộ Liverpool. và khả năng phát triển từ sớm khiến các cổ động viên nhà gọi anh là The Kid. Mặc dù thuận chân phải, Coutinho có khả năng chơi tốt bằng cả hai chân.

## Cuộc sống cá nhân
Khi Coutinho chuyển đến Ý ở tuổi 18 để gia nhập Inter, cha mẹ và bạn gái của anh Aine cũng đến đây sinh sống. Coutinho gặp Aine lần đầu tại một bữa tiệc của một người bạn. Khi chuyển sang Espanyol, cha mẹ anh trở về Brasil. Anh kết hôn với Aine vào mùa hè năm 2012 tại Brasil. Coutinho cho biết rằng thần tượng của anh là ngôi sao Ronaldinho. Anh đã xăm dài phần tay của mình để tri ân cha mẹ, hai anh em, và người vợ của anh Aine.

## Thống kê sự nghiệp

### Câu lạc bộ
Tính đến trận đấu ngày 4 tháng 10 năm 2020
| Câu lạc bộ           | Mùa giải            | Vô địch quốc gia    | Vô địch quốc gia | Vô địch quốc gia | Cúp quốc gia | Cúp quốc gia | Cúp liên đoàn Anh | Cúp liên đoàn Anh | Cúp châu lục | Cúp châu lục | Khác    | Khác   | Tổng cộng | Tổng cộng |
| Câu lạc bộ           | Mùa giải            | Hạng đấu            | Số trận          | Số bàn           | Số trận      | Số bàn       | Số trận           | Số bàn            | Số trận      | Số bàn       | Số trận | Số bàn | Số trận   | Số bàn    |
| -------------------- | ------------------- | ------------------- | ---------------- | ---------------- | ------------ | ------------ | ----------------- | ----------------- | ------------ | ------------ | ------- | ------ | --------- | --------- |
| Vasco da Gama (mượn) | 2009                | Série B             | 12               | 0                | 0            | 0            | —                 | —                 | 0            | 0            | 0       | 0      | 12        | 0         |
| Vasco da Gama (mượn) | 2010                | Série A             | 7                | 1                | 7            | 1            | —                 | —                 | 0            | 0            | 17      | 3      | 31        | 5         |
| Vasco da Gama (mượn) | Tổng cộng           | Tổng cộng           | 19               | 1                | 7            | 1            | —                 | —                 | 0            | 0            | 17      | 3      | 43        | 5         |
| Inter Milan          | 2010–11             | Serie A             | 13               | 1                | 0            | 0            | —                 | —                 | 6            | 0            | 1       | 0      | 20        | 1         |
| Inter Milan          | 2011–12             | Serie A             | 5                | 1                | 0            | 0            | —                 | —                 | 3            | 0            | —       | —      | 8         | 1         |
| Inter Milan          | 2012–13             | Serie A             | 10               | 1                | 0            | 0            | —                 | —                 | 9            | 2            | —       | —      | 19        | 3         |
| Inter Milan          | Tổng cộng           | Tổng cộng           | 28               | 3                | 0            | 0            | —                 | —                 | 18           | 2            | 1       | 0      | 47        | 5         |
| Espanyol (mượn)      | 2011–12             | La Liga             | 16               | 5                | 0            | 0            | —                 | —                 | —            | —            | —       | —      | 16        | 5         |
| Liverpool            | 2012–13             | Premier League      | 13               | 3                | 0            | 0            | 0                 | 0                 | 0            | 0            | —       | —      | 13        | 3         |
| Liverpool            | 2013–14             | Premier League      | 33               | 5                | 3            | 0            | 1                 | 0                 | —            | —            | —       | —      | 37        | 5         |
| Liverpool            | 2014–15             | Premier League      | 35               | 5                | 7            | 3            | 4                 | 0                 | 6            | 0            | —       | —      | 52        | 8         |
| Liverpool            | 2015–16             | Premier League      | 26               | 8                | 1            | 1            | 3                 | 1                 | 13           | 2            | —       | —      | 43        | 12        |
| Liverpool            | 2016–17             | Premier League      | 31               | 13               | 2            | 0            | 3                 | 1                 | —            | —            | —       | —      | 36        | 14        |
| Liverpool            | 2017–18             | Premier League      | 14               | 7                | 0            | 0            | 1                 | 0                 | 5            | 5            | —       | —      | 20        | 12        |
| Liverpool            | Tổng cộng           | Tổng cộng           | 152              | 41               | 13           | 4            | 12                | 2                 | 24           | 7            | —       | —      | 201       | 54        |
| Barcelona            | 2017–18             | La Liga             | 18               | 8                | 4            | 2            | —                 | —                 | —            | —            | —       | —      | 22        | 10        |
| Barcelona            | 2018–19             | La Liga             | 34               | 5                | 7            | 3            | —                 | —                 | 12           | 3            | 1       | 0      | 54        | 11        |
| Barcelona            | 2020–21             | La Liga             | 3                | 1                | 0            | 0            | —                 | —                 | 0            | 0            | 0       | 0      | 3         | 1         |
| Barcelona            | Tổng cộng           | Tổng cộng           | 52               | 13               | 11           | 5            | —                 | —                 | 12           | 3            | 1       | 0      | 76        | 21        |
| Bayern Munich (mượn) | 2019–20             | Bundesliga          | 23               | 8                | 4            | 0            | —                 | —                 | 11           | 3            | —       | —      | 38        | 11        |
| Aston Villa (mượn)   | 2021–22             | Premier League      | 19               | 5                | —            | —            | —                 | —                 | —            | —            | —       | —      | 19        | 5         |
| Aston Villa          | 2022–23             | Premier League      | 20               | 1                | 1            | 0            | 1                 | 0                 | —            | —            | —       | —      | 22        | 1         |
| Aston Villa          | 2023–24             | Premier League      | 2                | 0                | 0            | 0            | 0                 | 0                 | 0            | 0            | —       | —      | 2         | 0         |
| Aston Villa          | Tổng cộng           | Tổng cộng           | 41               | 6                | 1            | 0            | 1                 | 0                 | 0            | 0            | —       | —      | 43        | 6         |
| Al-Duhail (mượn)     | 2023–24             | QSL                 | 16               | 3                | 3            | 2            | 1                 | 1                 | 3            | 2            | —       | —      | 23        | 8         |
| Vasco da Gama (mượn) | 2024                | Série A             | 3                | 0                | 1            | 0            | —                 | —                 | —            | —            | —       | —      | 4         | 0         |
| Tổng cộng sự nghiệp  | Tổng cộng sự nghiệp | Tổng cộng sự nghiệp | 374              | 84               | 40           | 12           | 14                | 3                 | 74           | 18           | 19      | 3      | 521       | 120       |

1. ↑  Tất cả ở Campeonato Carioca
2. 1 2 3 4 5  Tất cả ở UEFA Champions League
3. ↑  2 trận ở Siêu cúp bóng đá châu Âu 2010
4. 1 2  Tất cả ở UEFA Europa League
5. ↑  5 trận ở UEFA Champions League 2014–15, 1 trận ở UEFA Europa League
6. ↑  Số lần ra sân tại AFC Champions League

### Đội tuyển quốc gia
| Đội tuyển quốc gia | Năm       | Trận | Bàn |
| ------------------ | --------- | ---- | --- |
| Brasil             | 2010      | 1    | 0   |
| Brasil             | 2014      | 4    | 0   |
| Brasil             | 2015      | 7    | 1   |
| Brasil             | 2016      | 11   | 5   |
| Brasil             | 2017      | 9    | 2   |
| Brasil             | 2018      | 13   | 5   |
| Brasil             | 2019      | 16   | 4   |
| Brasil             | 2020      | 2    | 1   |
| Brasil             | 2022      | 5    | 3   |
| Tổng cộng          | Tổng cộng | 68   | 21  |

### Bàn thắng quốc tế
| #   | Ngày                 | Địa điểm                                        | Đối thủ     | Bàn thắng | Kết quả | Giải đấu                 |
| --- | -------------------- | ----------------------------------------------- | ----------- | --------- | ------- | ------------------------ |
| 1.  | 7 tháng 6 năm 2015   | Allianz Parque, São Paulo, Brasil               | México      | 1–0       | 2–0     | Giao hữu                 |
| 2.  | 8 tháng 6 năm 2016   | Sân vận động Camping World, Orlando, Hoa Kỳ     | Haiti       | 1–0       | 7–1     | Copa América Centenario  |
| 3.  | 8 tháng 6 năm 2016   | Sân vận động Camping World, Orlando, Hoa Kỳ     | Haiti       | 2–0       | 7–1     | Copa América Centenario  |
| 4.  | 8 tháng 6 năm 2016   | Sân vận động Camping World, Orlando, Hoa Kỳ     | Haiti       | 7–1       | 7–1     | Copa América Centenario  |
| 5.  | 6 tháng 10 năm 2016  | Arena das Dunas, Natal, Brasil                  | Bolivia     | 2–0       | 5–0     | Vòng loại World Cup 2018 |
| 6.  | 10 tháng 11 năm 2016 | Sân vận động Mineirão, Belo Horizonte, Brasil   | Argentina   | 1–0       | 3–0     | Vòng loại World Cup 2018 |
| 7.  | 28 tháng 3 năm 2017  | Arena Corinthians, São Paulo, Brasil            | Argentina   | 1–0       | 3–0     | Vòng loại World Cup 2018 |
| 8.  | 31 tháng 8 năm 2017  | Arena do Grêmio, Porto Alegre, Brasil           | Ecuador     | 2–0       | 2–0     | Vòng loại World Cup 2018 |
| 9.  | 23 tháng 3 năm 2018  | Sân vận động Luzhniki, Moscow, Nga              | Nga         | 2–0       | 3–0     | Giao hữu                 |
| 10. | 9 tháng 6 năm 2018   | Sân vận động Ernst Happel, Vienna, Áo           | Áo          | 3–0       | 3–0     | Giao hữu                 |
| 11. | 17 tháng 6 năm 2018  | Rostov Arena, Rostov-on-Don, Nga                | Thụy Sĩ     | 1–0       | 1–1     | World Cup 2018           |
| 12. | 22 tháng 6 năm 2018  | Sân vận động Krestovsky, Saint Petersburg, Nga  | Costa Rica  | 1–0       | 2–0     | World Cup 2018           |
| 13. | 11 tháng 9 năm 2018  | FedExField, Landover, Maryland, Hoa Kỳ          | El Salvador | 3–0       | 5–0     | Brasil Global Tour 2018  |
| 14. | 9 tháng 6 năm 2019   | Sân vận động Beira-Rio, Porto Alegre, Brasil    | Honduras    | 3–0       | 7–0     | Brasil Global Tour 2019  |
| 15. | 14 tháng 6 năm 2019  | Sân vận động Morumbi, São Paulo, Brasil         | Bolivia     | 1–0       | 3–0     | Copa América 2019        |
| 16. | 14 tháng 6 năm 2019  | Sân vận động Morumbi, São Paulo, Brasil         | Bolivia     | 2–0       | 3–0     | Copa América 2019        |
| 17. | 19 tháng 11 năm 2019 | Sân vận động Muhammad bin Zayed, Abu Dhabi, UAE | Hàn Quốc    | 2–0       | 3–0     | Giao hữu                 |
| 18. | 9 tháng 10 năm 2020  | Arena Corinthians, São Paulo, Brasil            | Bolivia     | 5–0       | 5–0     | Vòng loại World Cup 2022 |
| 19. | 1 tháng 2 năm 2022   | Sân vận động Mineirão, Belo Horizonte, Brasil   | Paraguay    | 2–0       | 4–0     | Vòng loại World Cup 2022 |
| 20. | 24 tháng 3 năm 2022  | Sân vận động Maracanã, Rio de Janeiro, Brasil   | Chile       | 3–0       | 4–0     | Vòng loại World Cup 2022 |
| 21. | 2 tháng 6 năm 2022   | Sân vận động World Cup Seoul, Seoul, Hàn Quốc   | Hàn Quốc    | 4–1       | 5–1     | Giao hữu                 |

## Danh hiệu

### Câu lạc bộ
Vasco da Gama
- Campeonato Brasileiro Série B: 2009[25]

Inter Milan
- Copa Italia: 2010–11[25]
- Supercoppa Italiana: 2010[25]
- FIFA Club World Cup: 2010[26]

Barcelona
- La Liga: 2017–18, 2018–19
- Copa del Rey: 2017–18
- Supercopa de España: 2018[27]

Bayern Munich
- Bundesliga: 2019–20
- DFB-Pokal: 2019–20
- UEFA Champions League: 2019–20

### Quốc tế
U-20 Brasil
- FIFA U-20 World Cup: 2011

Brasil
- Copa América: 2019

### Cá nhân
- PFA Cầu thủ xuất sắc nhất tháng do người hâm mộ bầu chọn: Tháng 2, 2015[28]
- PFA Đội hình của năm: 2014–2015
- Cầu thủ Liverpool của năm do người hâm mộ bầu chọn: 2014–2015[29]
- Cầu thủ Liverpool của năm do cầu thủ bầu chọn: 2014–2015[30]